# 血管炎
血管炎（英語：vasculitis，複數）是一群以血管本身的炎症和坏死性病变造成血管破壞为特征的疾病，動脈跟靜脈均可被影響。當發生在靜脈時，被稱為靜脈炎（phlebitis），發生於動脈時，則稱為動脈炎（arteritis）。淋巴管炎（lymphangitis）有時也被視作血管炎的一種。多數血管炎发病机制是自體免疫系統失調，攻擊血管組織造成。
临床可表现为发热、体重减轻、皮肤紫癜、网状青斑、肌痛、肌炎、关节痛、多发性单神经病、头痛、脑血管病等。